# Harry Mulisch
Harry Kurt Victor Mulisch (Haarlem, 29 de julho de 1927 — Amesterdão, 30 de outubro de 2010) foi um escritor holandês.
Foi o autor de livros, como: The Discovery of Heaven e De Aanslag (que virou filme em 1986, com Oscar de melhor filme estrangeiro), além de ter escrito contos, romances, ensaios, livros de poesia e peças de teatro.
Mulisch, filho de um pai austro-húngaro que colaborou durante a Segunda Guerra Mundial e de uma mãe judaica-alemã, cresceu durante a Segunda Guerra Mundial, que teve uma forte influência sobre ele e sua obra literária.
Mulisch é considerado um dos mais importantes escritores holandeses do pós-guerra. Ele é incluído no grupo conhecido como Os Três Grandes da literatura holandesa do pós-guerra, ao lado de Willem Frederik Hermans e Gerard Reve. Mulisch ganhou um grande número de prêmios literários.
Faleceu, aos 83 anos de idade, no sábado, dia 30 de outubro de 2010.